# Kyuhyun
Cho Kyu-hyun, född 3 februari 1988, är en koreansk popmusiker. Han är yngst i Super Junior och var den sista att bli medlem i bandet, och han sägs vara en av de fyra huvudvokalisterna i gruppen. Han är också en av de fyra första Koreanska artisterna som förekommit på kinesiska frimärken.

## Biografi

### Debut
Kyuhyuns första framträdande i media är mystiskt och ospecificerat. Han framträdde först som en del av Super Junior i en nyhetssändning 23 maj 2006, när gruppen introducerade sin nya singel "U". Kyuhyun gjorde sitt debutuppträdande 26 maj 2006 på SBS I-Concert, där de framförde sin nya singel "U", där det också var gruppens första comebackuppträdande som en permanent grupp. Mot slutet av 2006 placerades Kyuhyun, tillsammans med Ryoewook & Yesung, i Super Juniors första delgrupp Super Junior-K.R.Y. Trion debuterade 5 november 2006 på KBS Music Bank. Han samarbetade med The Grace och sjöng låten "하루만 (Just For One Day)" till The Graces första album 한번 더, OK?.

### Bilolyckan
Tidigt på morgonen 19 april 2007, bara en månad innan Kyuhyuns första årsdag med Super Junior, blev Kyuhyun tillsammans med bandmedlemmarna Leeteuk, Shindong, Eunhyuk plus två managers inskrivna på sjukhus på grund av en allvarlig bilolycka efter att kommit tillbaka från Super Junior Kiss the Radio show den natten. 
Föraren tappade kontrollen över fordonet och minibussen välte över på den högra sidan. Kyuhyun, som satt bakom föraren när olyckan skedde, var mest skadad och fick en bruten höft, lungkollaps p.g.a brutna revben, och några sår & blåmärken i ansiktet. Han gled in och ut ur medvetslöshet och var stum efter chocken. Kyuhyun fick ligga 6 dagar på intensiven innan han blev flyttad till ett vanligt sjukrum. Kyuhyun behövde heller inte använda CPAP-apparaten längre till hjälp för att andas, fast det sägs att han kunde gå helt utan hjälp bara en månad efter olyckan. Kyuhyun blev utskriven 5 juli 2007, 78 dagar senare.